# Liu Jinyun
Liu Jinyun (condado de Xiong, Hebei, 22 de junio de 1938 - 13 de junio de 2024), cuyo seudónimo es Jinyun, fue un dramaturgo y guionista chino. Fue director del Centro Nacional de Artes Escénicas de China, y vicepresidente de la Asociación China de Dramaturgos.

## Biografía
Nacido en el condado de Xiong, Hebei. Miembro del Partido Comunista de China. Se graduó en 1963 en la Facultad de Literatura China de la Universidad de Beijing. Trabajó en el condado de Changping, en las afueras de Beijing, y en el Departamento de Propaganda del Comité Municipal de Beijing. En 1982, se incorporó al Centro Nacional de Artes Escénicas de China como guionista, primer vicedirector y director. Guionista de primer nivel nacional. Delegado del XV y XVI Congreso Nacional del Partido Comunista de China, miembro del Comité de la Federación de Círculos Literarios y Artísticos de China, vicepresidente del VI Presidium de la Asociación de Dramaturgos de China.
Disfrutaba de una subvención especial del gobierno. Comenzó a publicar obras en 1963. En 1982, se unió a la Asociación de Escritores de China. Ha escrito numerosas novelas cortas y medianas, así como guiones para grandes obras de teatro como "La nirvana del Perro", "Ruan Lingyu" y "Viento y luna sin límites". La novela corta "El torpe Wang Laoda" (en colaboración) ganó el Premio Nacional de Excelencia en Novela en 1980. "La nirvana del Perro" ganó el IV Premio Literario Cao Yu y fue incluida en los libros de texto de lengua china para secundaria. "Ruan Lingyu" ganó el Premio del Proyecto "Cinco Unos" en 1996 y el Premio a la Mejor Obra de los Premios Wenhua.
En la madrugada del 13 de junio de 2024, Liu Jinyun falleció en Beijing a causa de una enfermedad, a la edad de 85 años.

## Obras seleccionadas

### Teatro[3]
- 1980 - La nirvana del Perro. (ganó el IV Premio Literario Cao Yu,  Premio Nacional de Excelencia en Novela).
- 1980 - El torpe Wang Laoda. (en colaboración) ganó el Premio Nacional de Excelencia en Novela.
- 1996 - Ruan Lingyu. (ganó el Premio del Proyecto)

- 1996 - Viento y luna sin límites.

- 1996 - Cinco Unos. (Premio a la Mejor Obra de los Premios Wenhua).[3]